# Sang Heon Lee
Sang Heon Lee ( coréen : 이상헌) est un acteur sud-coréen. Il est connu pour avoir joué dans la série télévisée américaine XO, Kitty (2023-en cours) de Netflix et la mini-série philippine Secret Ingredient (2024) de Viu.

## Jeunesse et études
Sang Heon Lee est né le 21 mai 1996 à Séoul, en Corée du Sud. Il a une sœur aînée, actrice et co-vedette de XO, Kitty, Gia Kim,. Ses parents ont emménagé à Hong Kong pour des raisons professionnelles, c'est là-bas qu'il a passé la majeure partie de son enfance et de son adolescence. Cela a eu un impact significatif sur son enfance et son parcours scolaire. Le père de Sang Heon Lee a exercé dans le secteur de la construction.
Lee et sa sœur ont fréquenté une école internationale lorsqu'ils vivaient à Hong Kong,. Il a alors commencé à s'intéresser au théâtre en suivant des cours d'art dramatique pendant ses années à l'école, ce qui l'a ensuite conduit à se spécialiser en théâtre à l'Université de Northampton en Angleterre. Après avoir obtenu son diplôme universitaire, il est retourné en Corée du Sud pour accomplir son service militaire obligatoire durant deux ans,.

## Carrière
Lee a déjà travaillé comme mannequin en plus d'apparaître comme figurant et acteur de reconstitution dans des documentaires. Sa sœur, Gia, a suggéré à Lee de soumettre une cassette d'audition pour XO, Kitty, qui est devenue sa première audition officielle pour un rôle d'acteur majeur. Lee a ensuite fait ses débuts au cinéma avec un petit rôle dans le film Gran Turismo (2023), basé sur la vie et la carrière de Jann Mardenborough en tant que pilote de course professionnel, sorti le 11 août 2023,. En 2024, il a joué dans la série romantique philippine Secret Ingredient de Viu.

## Vie privée
Lee est un passionné d'escalade, il documente son passe-temps sur le compte Instagram climb_nice,. Autoproclamé passionné de cuisine, il a appris à cuisiner en regardant des vidéos YouTube de Gordon Ramsay pendant ses années de premier cycle en Angleterre.

## Filmographie

### Film
| Année | Titre        | Rôle         | Remarques | Réf.   |
| ----- | ------------ | ------------ | --------- | ------ |
| 2023  | Gran Turismo | Joo Hwan Lee |           | [ 10 ] |

### Télévision
| Année        | Titre             | Plate-forme | Rôle        | Réf.   |
| ------------ | ----------------- | ----------- | ----------- | ------ |
| 2023–présent | XO, Kitty         | Netflix     | Min-ho Moon | [ 14 ] |
| 2024         | Secret Ingredient | Viu         | Ha Joon     | [ 15 ] |